# شهرستان یانگ‌پیونگ
شهرستان یانگ‌پیونگ (به لاتین: Yangpyeong County) یک منطقهٔ مسکونی در کره جنوبی است که در استان گیونگی-دو واقع شده‌است. یانگ یونگ ۸۷۷٫۷۶ کیلومتر مربع مساحت و ۱۱۲٬۵۷۷ نفر جمعیت دارد.